# Мастен, Шарль-Жозеф де Жош
Шарль-Жозеф де Жош (фр. Charles-Joseph de Jauche; 1642—1700), граф де Мастен — государственный деятель Испанских Нидерландов.

## Биография
Принадлежал к старинному роду де Жош, происходившему из Валлонского Брабанта и владевшему в Валлонской Фландрии сеньорией Мастен, в 1626 году возведенной в ранг графства. Сын Жана-Франсуа де Жоша, графа де Мастена, и Мари-Франсуазы д'Этурмель.
В 1670 году при разделе семейных владений, произведенном отцом, получил в апанаж Мамец и Март в Артуа. В том же году был сержант-майором кавалерийского полка.
В 1678 году, после смерти бездетного старшего брата Максимильена-Франсуа унаследовал графский титул.
Дослужился до чина генерал-майора армий Его католического величества, был губернатором Куртре и великим бальи и капитан-генералом Эно в период интерима. Назначен на последнюю должность 17 декабря 1697, после вывода из провинции французских войск по условиям Рисвикского мира, и отставлен 31 марта 1698.

## Семья
1-я жена (контракт 14.03.1680): Франсуаза дю Шатле, виконтесса де Баве, дочь Пьера дю Шатле, виконта де Баве, и Анны-Марии д'Этурмель, дамы де Вандевиль, его двоюродная сестра
2-я жена: Элеонора де Ганд-Вилен (ум. 1709), дочь Бальтазара-Филиппа де Ганд-Вилена, графа д'Изенгьена, принца де Мамина, и Луизы Сармьенто
Дочь:
- Мари-Жозефа де Жош (ок. 1690—12.01.1768), графиня де Мастен. Муж: Антуан-Анри д'Онни, граф де Купиньи (ум. 1740)